# Munktells Mekaniska Verkstad

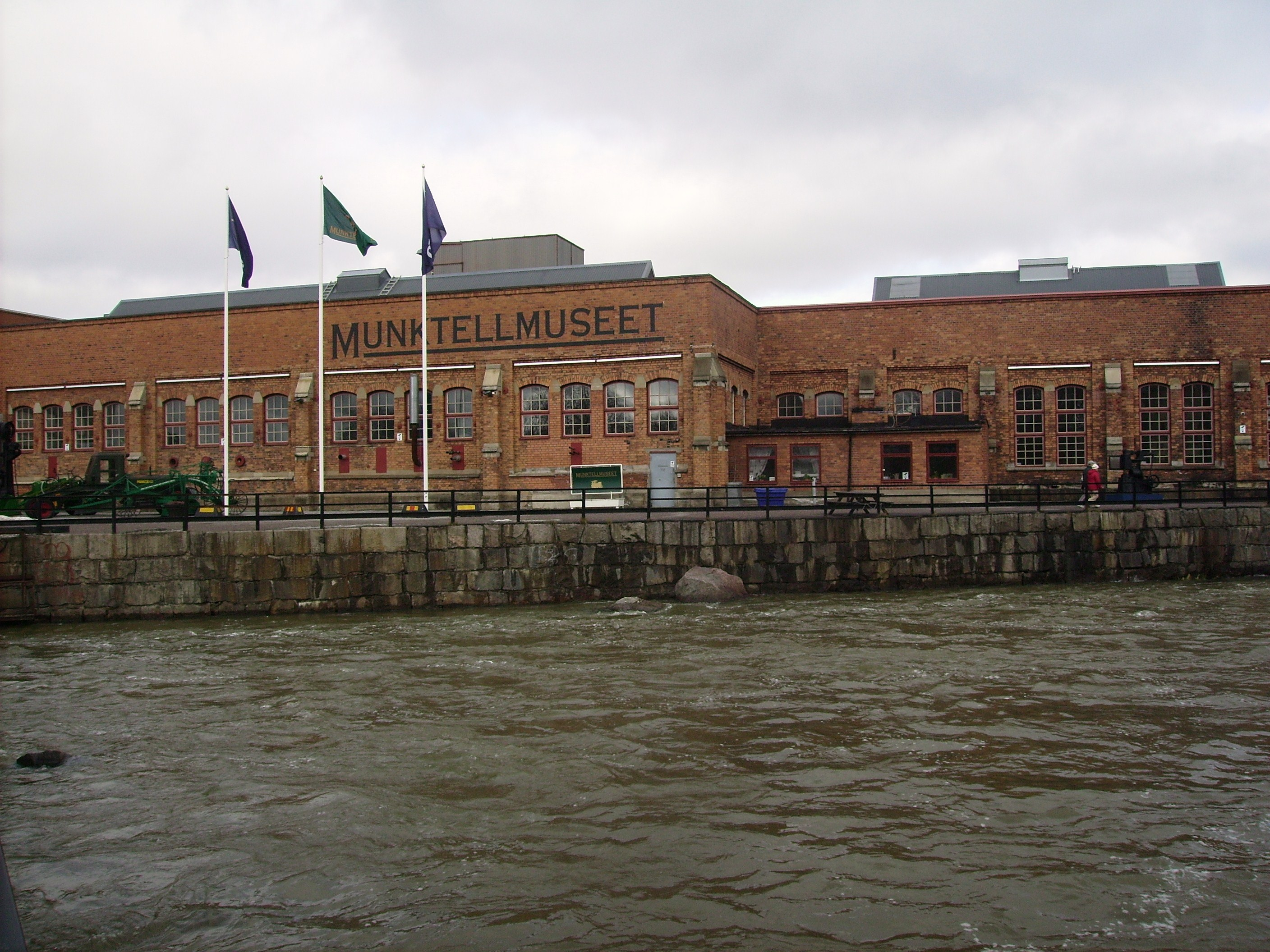
Munktells Mekaniska Verkstads AB, numera Munktellmuseet.

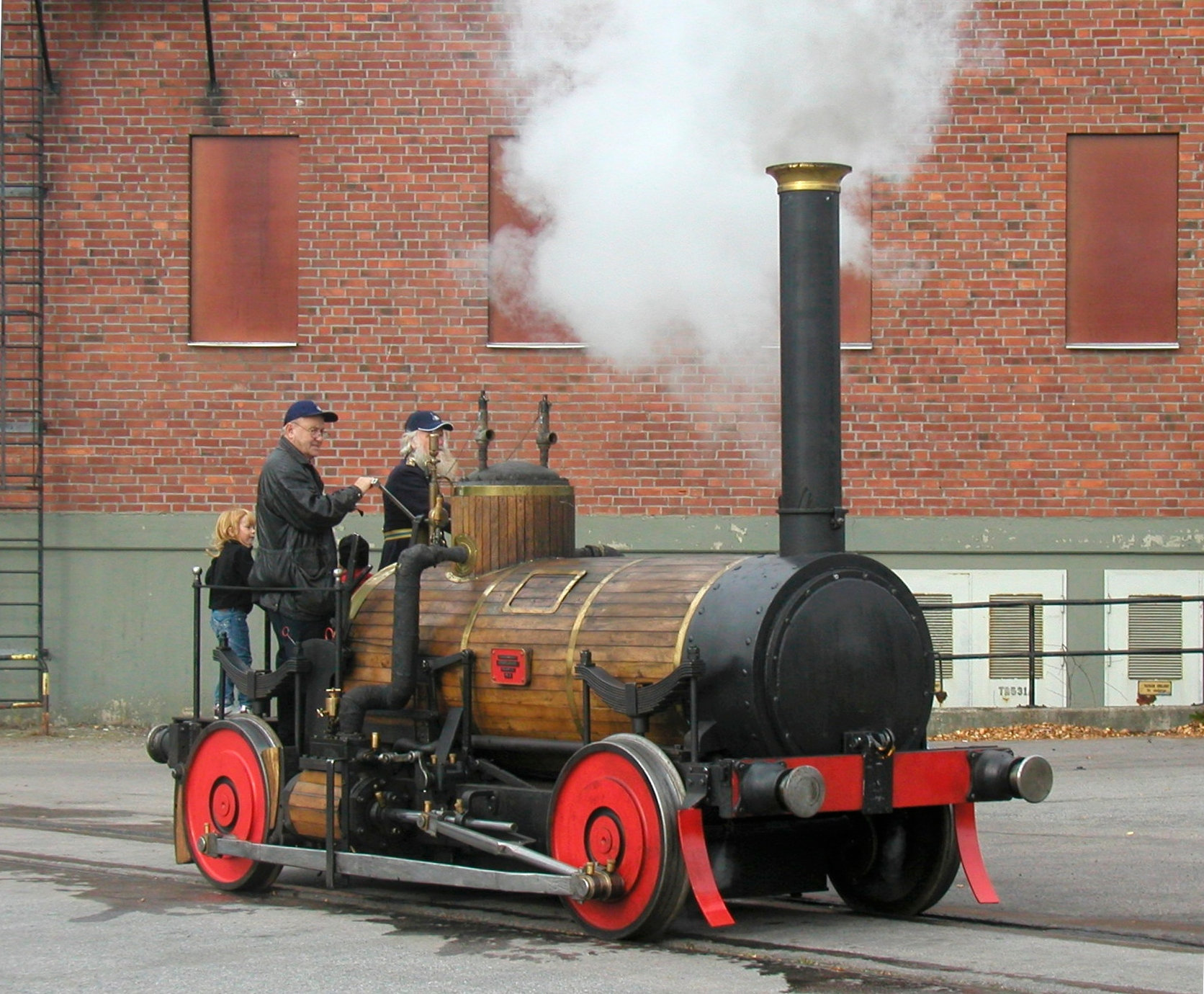
Provkörning av kopian av Förstlingen utanför Munktellmuseet 2009.

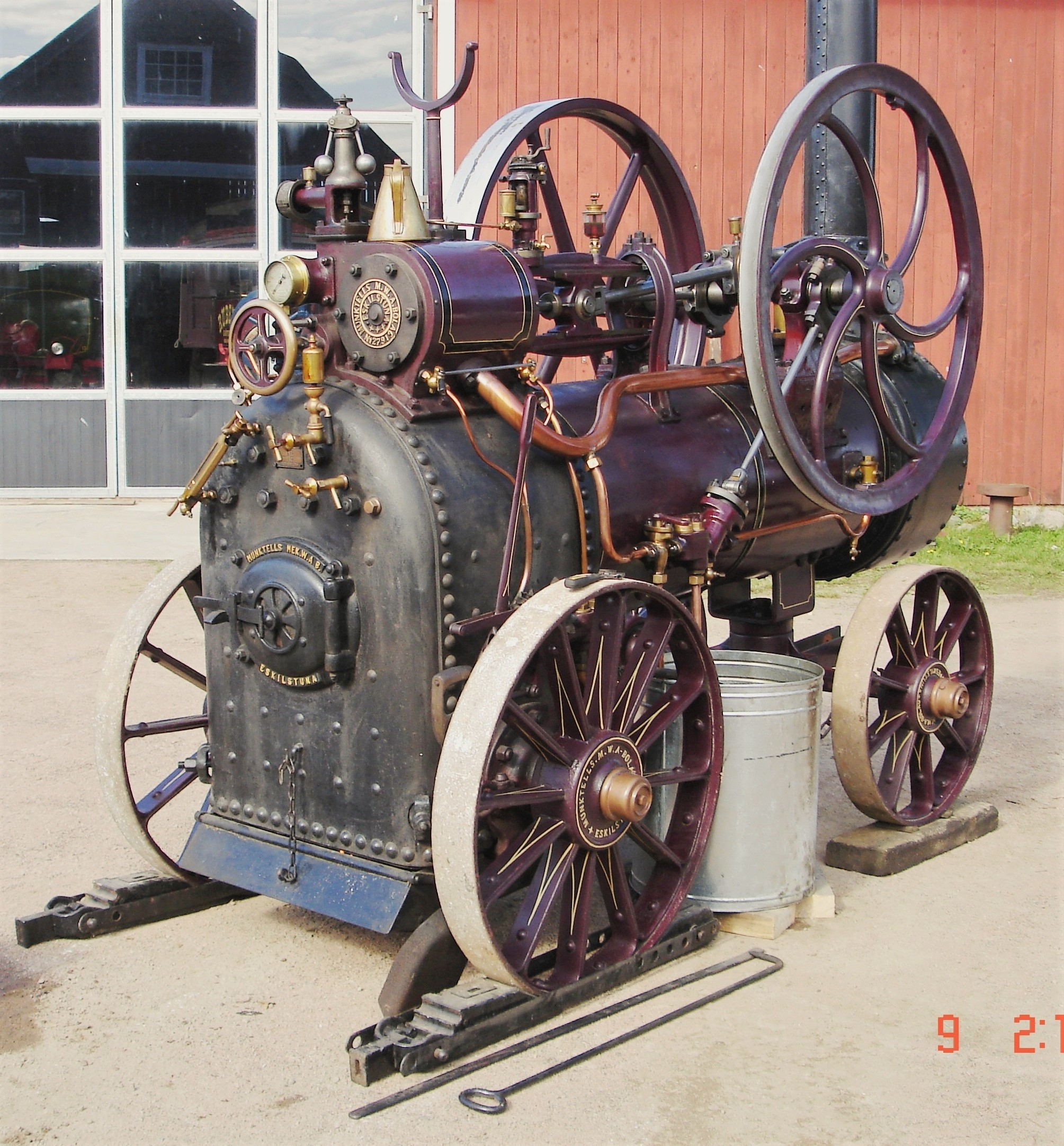
Munktells klassiska lokomobil H

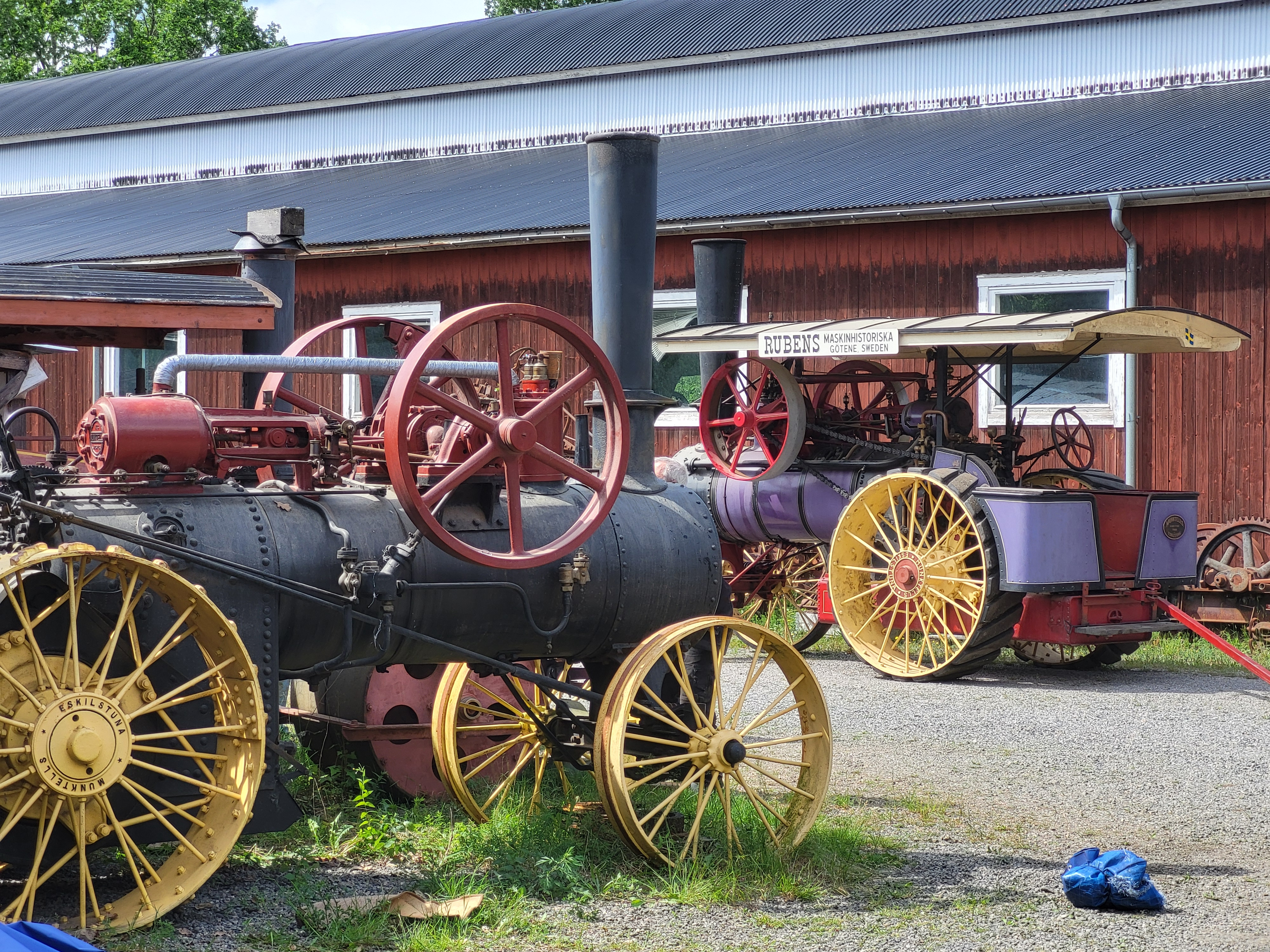
Två självgående lokomobiler av Munktells tillverkning

Munktells Mekaniska Verkstads AB var ett företag grundat av Johan Theofron Munktell i Eskilstuna 1832. Bolaget blev en del av Volvokoncernen 1950.

## Historik
Johan Theofron Munktell grundade verksamheten, och sedan han 1835 med understöd av allmänna medel företagit en resa för att studera den engelska järnindustrin, utvidgades företaget till ett större ”mekaniskt faktori”, som 1859 utvidgades genom anläggningen av Klosterströms gjuteri. År 1853 tillverkade bolaget Sveriges första ånglok, den så kallade förstlingen och 1859 tillverkades Sveriges första tröskverk. Företaget hette då Eskilstuna Mekaniska Verkstad.
Bland Eskilstuna verkstads tillverkningar, vilka vann högt anseende och prisbelöntes såväl inom som utom Sverige, märks ångverk till de stora industrigrenarnas bruk, det första i Sverige byggda järnvägslokomotivet, de första inhemska maskinerna för gevärstillverkning i större skala, kupolen till observatoriet i Uppsala samt maskiner till Sörstafors trämassefabrik, vilken anläggning 1869–71 kom till stånd huvudsakligen genom hans medverkan. År 1879 ombildades företaget till aktiebolag och bytte namn till Munktells Mekaniska Verkstads AB. Vid Munktells död 1887 blev det sonen Johan Theofron Munktell junior och systersonen Theofron Boberg som tog över ansvaret för företaget och för att föra det munktellska arvet vidare.
Bolaget köpte 1917 upp E.V. Beronius mekaniska verkstads AB och 1929 AB Avancemotor.
En viktig produkt för Munktells Mekaniska Verkstads Aktiebolag var ånglokomobiler. En av företaget producerad lokomobil finns idag vid industriminnet Drängsmarks vatten- och ångsåg i Skellefteå. Den största representationen av Munktells lokomobiler finns emellertid vid  Rubens maskinhistoriska samlingar i Götene. 
År 1913 började firman med traktorproduktion. Den första traktorn, typ 30-40 levererades 1915 och var ett monster på 8,3 ton. Hundra år efter grundandet, det vill säga 1932, fusionerade bolaget med J & C G Bolinders Mekaniska Verkstad AB i Stockholm. Det nya bolaget fortsatte verksamheten i Eskilstuna under namnet AB Bolinder-Munktell. På Munktellmuseet finns en del av företagets historia dokumenterad.

## Bildgalleri

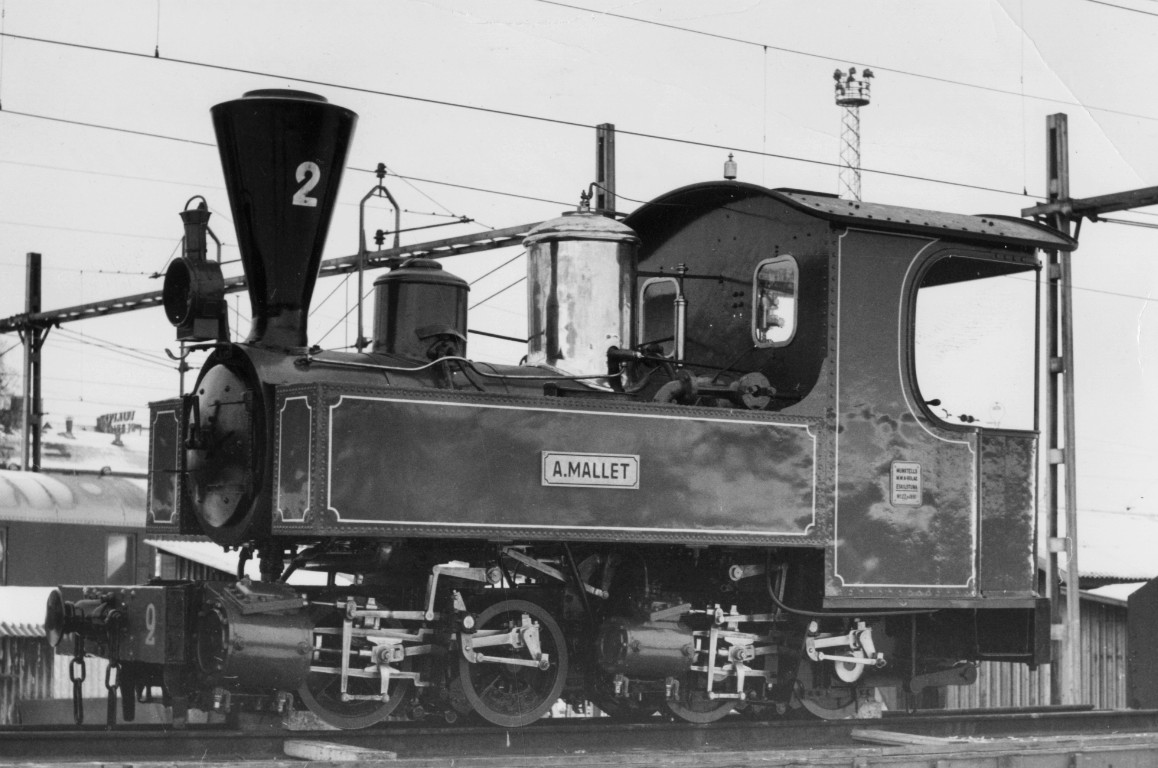
Lokomotiv KLJ nr 2 Lessebo, licenstillverkat malletlok från 1901